# Morelos de Infiernillo
Morelos de Infiernillo es una localidad del estado mexicano de Michoacán. Es parte del municipio de Arteaga.

## Toponimia
El nombre «Morelos» rinde homenaje a José María Morelos, héroe de la Independencia de México. El nombre «Infiernillo» refiere a la cercana presa Infiernillo, cuya construcción dio origen a la población.

## Demografía
| Gráfica de evolución demográfica |
|                                  |

| Censo | Población |
| ----- | --------- |
| 1970  | 772       |
| 1980  | 22        |
| 1990  | 2 413     |
| 2000  | 2 660     |
| 2010  | 2 363     |
| 2020  | 2 105     |